# Marc Forné Molné
Marc Forné i Molné (Andorra la Vella, 30 dicembre 1946) è un avvocato e politico andorrano.

## Biografia
È stato capo del governo di Andorra dal 7 dicembre 1994 al 27 maggio 2005. Dopo 2 mandati, gli è succeduto Albert Pintat dopo la vincita di Pennat alle elezioni dell'aprile 2005. Di professione è un avvocato ed è attualmente presidente del Partito Liberale d'Andorra (Partit Liberal d'Andorra).
La sua linea politica è basata sul liberalismo e atta a mantenere un basso livello di tassazione e ad eliminare ogni tendenza al statalismo.